# Eh, Eh (Nothing Else I Can Say)
Singles de Lady Gaga
Poker Face LoveGame
Pistes de The Fame
Poker Face Beautiful, Dirty, Rich
Eh, Eh (Nothing Else I Can Say) est une chanson de l’artiste américaine pop Lady Gaga, issue de son premier album, The Fame. Elle est sortie en tant que troisième single en Australie, Nouvelle-Zélande ainsi que dans d’autres pays européens et en tant que quatrième single en France. La piste est d’un style calypso, contient un tempo régulier qu’on aperçoit souvent dans les ballades et concerne la rupture d’une femme avec un homme, qui elle désire se trouver un nouveau partenaire. Le morceau reçoit un accueil très froid de la part des critiques musicales professionnelles, celles-ci déplorant « l’absence de vie » qui y règne et reprochant le fait que ce titre « rompt l’ambiance de party » qui se retrouve dans la quasi-totalité des chansons de l’album.
N’égalisant pas le succès de ses précédents singles, la chanson réussie tout de même à se classer dans le hit-parade australien, ARIA Charts, au 15e rang et dans le palmarès néo-zélandais, RIANZ, à la neuvième place. Détenant un succès inattendu en Suède, la piste se positionne dans le Sverigetopplistant au deuxième numéro. Malgré le fait que le titre ne soit pas un single au Canada, il réussit à se classer à la 68e position dû à ses fortes ventes numériques. En France, le morceau est un succès commercial, atteignant le septième rang du hit-parade.
Le vidéoclip accompagnant le titre s’inspire fortement des quartiers résidentiels italien-américain des années 1950. Ce thème est en quelque sorte un hommage aux origines italiennes de Gaga. Dans le clip, elle et ses amis commencement par se rendre dans une pizzeria environnante, puis marchent dans les rues près de ce restaurant où elles rencontrent plusieurs gens. Peu après, elle se rend seule dans la maison de son petit-ami du moment, puis rompt avec lui pour retourner sur les rues en vespa. Gaga interprète d'abord la chanson lors de sa première tournée internationale, The Fame Ball Tour et plus tard, pour la promotion de la piste, sur plusieurs programmes télévisés et chaines de radios, dont NRJ et Fun Radio. Le morceau est aussi chanté lors des spectacles américains du The Monster Ball Tour où elle apparait sur scène dans un gyroscope géant qui surgit du plafond.

## Développement

Gaga habillée d'une tenue léopardée en mars 2009, interprétant Eh, Eh (Nothing Else I Can Say) au The Fame Ball Tour lors d'un concert à Montréal, au Canada.

Le titre commence par sortir en Nouvelle-Zélande, le 10 janvier 2009, puis quelques semaines plus tard, le 30 janvier 2009, être lancé en Australie,. Eh, Eh (Nothing Else I Can Say) est la deuxième chanson la plus diffusée sur les ondes radiophoniques australiennes dans la semaine du 15 décembre 2008. Elle fait sa première dans ce même pays sur la station de radio Today Network. Le 15 janvier 2009, il est confirmé que la piste est un single australien sur le website officiel de Gaga. La même journée, les remixes officiels sont mis en ligne. Le 3 mars 2009, à l’occasion de la sortie danoise de la chanson, d’autres remixes sont dévoilés ainsi que la couverture de ceux-ci. Deux jours plus tard, le 5 mars 2009, un remixe effectué par Pet Shop Boys est mis en téléchargement légal gratuitement sur le website officiel australien de Gaga.

## Composition
Musicalement, Eh, Eh (Nothing Else I Can Say) est une ballade ne se situant pas dans le même genre que les autres morceaux de The Fame . Le titre contient un style des années 1980 avec ses notes synthpop. Gaga explique que les paroles de Eh, Eh (Nothing Else I Can Say) traitent sur l’amour en disant « Eh, Eh est une piste pop assez simple qui explique le commencement d’un nouvel amour et la fin d’un ancien. Elle est inspirée d’une rupture avec un de mes anciens copains ». Selon la fiche musicale de la chanson, publiée sur MusicNotes et Sony/ATV Music Publishing, le titre possède un tempo modéré et contient une signature rythmique de 94 pulsations par minute. La gamme vocale de Gaga se range d’abord dans la note B3 et se dirige tranquillement vers la C#5 tandis que le morceau se positionne dans la clef E majeure. Eh, Eh (Nothing Else I Can Say) suit la progression rythmique de E–B–F#m–E–B–F#m.

## Accueil critique
Alexis Petridis de The Guardian note que Eh, Eh contient de grandes influences de l’Europop du début des années 1990 et qu’il s’agit « d’une chanson contemporaine qui peut être comparée à l’art général de la formation Ace of Base ». Matthew Chisling d’AllMusic donne quant à lui une critique négative du morceau en disant que « The Fame est énergique en soit mais la fébrile ballade qu’est Eh, Eh ne cadre pas avec cet album, elle est sans vie et semble être une démo, ce n’est pas le genre de titre qui peut tenir place sur The Fame ». Sal Cinquemani de Slant Magazine explique quant à lui que « L’ambiance très joviale et joyeuse de Eh, Eh (Nothing Else I Can Say), bien qu’entrainante, ne se démarque peu des chansons comme Poker Face et Beautiful, Dirty, Rich qui lui font évidemment ombrage ». Evan Sadwey de PopMatters déclare que la piste est sans doute le titre le plus ennuyant, même embarrassant de l’album et que le résultat final est digne d’un morceau qui pourrait joué dans un mauvais party organisé par un groupe de jeunes filles. Joey Guerra de Houston Chronicle plaide positivement pour la chanson en disant qu’Eh, Eh est « une de ses pistes qui peut s’accommoder à toute sorte d’ambiances » et qu’elle possède « une certaine personnalité vocale ». Il ajoute également que le morceau « aurait fait un immense succès s’il avait été publié par un groupe comme Spice Girls ».
Genevieve Koski de The A.V Club décrit la piste comme étant « étonnante » et fait l’éloge des habilités vocales que dévoile Gaga dans ce même titre. Jon Caramanica de The New York Times reste de son côté indifférent à l’écoute du morceau tandis que Catherine P. Lewis de The Washington Post assure que la piste est très gaie,. Christina Martin de The Meridian Star explique quant à elle que le titre, tout comme Summerboy aussi issu de The Fame, est très enjouée et fait preuve d’un rythme qui reste pop malgré l’absence de notes Electro. Finalement, Matt Busekroos de Quinnipiac Chronicle déclare que le morceau fait « renaitre une nouvelle partie de lui » grâce à son rythme.

## Performance dans les hit-parades

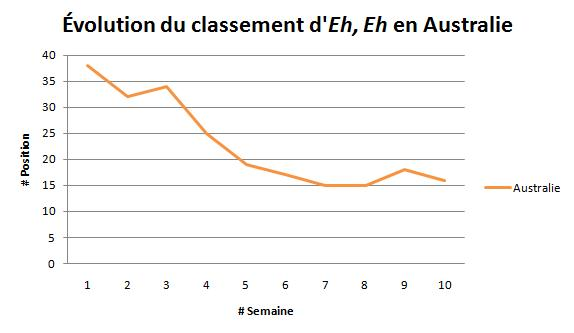
Diagramme montrant l'évolution du classement dEh, Eh (Nothing Else I Can Say) en Australie lors de ses douze premières positions.

Le 18 janvier 2009, Eh, Eh (Nothing Else I Can Say) entame sa montée progressive dans le ARIA Singles Chart, qui représente les ventes de singles en Australie, à la 38e position due à ses fortes ventes numériques. La semaine suivante, elle atteint la 32e place puis la 34e et la 25e pour s’attarder un peu dans le top 20 et enfin se classer au 15e rang, devenant son troisième single à se classer dans le top 20 de l’Australie,,,. Après 13 semaines dans le hit-parade, le morceau est certifié disque d'or par l’Australian Recording Industry Association, en abrégé ARIA, pour ses 35 000 copies vendues. Le 19 janvier 2009, en Nouvelle-Zélande, Eh, Eh (Nothing Else I Can Say) commence par se classer au 40e numéro pour la semaine suivante se positionner à la 31e place et faire une baisse au 35e rang,,. Peu après, la piste atteint la 15e position et enfin la neuvième pour y rester pendant 3 semaines, faisant du titre le troisième à atteindre le top 10 du palmarès néo-zélandais,. La chanson est quelque temps plus tard, plus précisément le 24 mai 2009, certifiée disque d’or par la Recording Industry Association of New Zealand pour ses 7500 copies écoulées.
En Amérique du Nord, le titre se positionne dans le classement du Billboard, le Canadian Hot 100, qui expose les ventes de singles au Canada, à la 68e place. N’étant pas un single, le morceau est exclu du hit-parade la semaine suivante mais fait un étonnant retour dans le palmarès le 14 août 2010, sois presque 2 ans après sa première apparition dans le classement canadien, à la 79e place puis reste à cette même position la semaine suivante,. Autour de l’Europe, la piste atteint de hauts sommets en Suède, commençant par se classer au 20e rang puis au neuvième pour par la suite rester au quatrième pendant deux semaines et enfin atteindre le deuxième numéro et être exclue du hit-parade,,,. Aux Pays-Bas, le titre se classe d’abord au 34e rang pour la semaine suivante baisser au 42e puis au 60e jusqu’au 93e où la chanson s’est par la suite fait exclure du palmarès,,,. Au Danemark, le morceau commence par atteindre la 28e place du hit-parade et baisse la semaine suivante à la 30e pour finalement augmenter peu à peu jusqu’à la 20e puis finalement atteindre la 16e position,,,. Eh, Eh fait aussi une brève entrée dans le hit-parade belge francophone, premièrement au 127e rang, puis au 122e et enfin trois semaines plus tard à la 110e place,,. En République tchèque, la piste débute sa montée dans le classement tchèque lors de la première semaine de mars à la 64e place et effectue un saut de neuf rangs pour se classer au 53e numéro,. Le titre continu a grimper progressivement pour se rendre à la 45e position puis à la 13e ce qui totalise une augmentation de 32 rangs,. Enfin, il atteint la sixième place une dizaine de semaines plus tard. En Slovaquie, le morceau fait une courte entrée au 76e numéro du hit-parade puis au 67e la semaine suivante,. Dans le classement continental européen, la mélodie atteint le 95e numéro.

## Vidéoclip
Le vidéoclip est fortement inspiré des quartiers américain-italien des années 1950. Dirigé par Joseph Kahn, il est filmé la même journée et dans le même studio que celui de LoveGame, vers fin décembre 2008 et début janvier 2009 à Los Angeles,. La vidéo commence dans la Petite Italie, où l’on voit une statue de Madonna et ses enfants, puis Gaga assise sur une vespa blanche habillée d’un veston blanc et accessoirisé de lunettes de cette même couleur. Entrecoupés par des images du drapeau de l’Italie, plusieurs gros plans sur différents hommes sont montrés lors des vingt premières secondes. La première séquence s’entame, où Gaga rit et s’amuse avec ses amies dans une pizzeria de style italienne tout en étant debout sur la banquette du restaurant. Vêtue d’un justaucorps céruléen, elle marche et chante dans une les rues du village, cette fois-ci avec trois femmes. La scène est entrecoupée par un groupe de personnes qui s’amusent devant un bâtiment. Subséquemment, Gaga est couchée dans un lit, recouverte de plusieurs couvertes, elle les retire pour dévoiler ses talons aiguilles roses fluorescents. Portant uniquement un soutien-gorge et une culotte blanche, elle cuisine pour un homme puis danse autour de lui. Tandis qu’elle repasse la ligne, l’homme flatte les deux dogues allemands de Gaga, visibles dans la plupart de ses clips. Vêtue du même soutien-gorge que précédemment et de mini-shorts bleues, elle continue de repasser des draps et l’homme se met quant à lui à crier au téléphone. Finalement, Gaga se retrouve assise sur un canapé, les jambes sur l’homme qui interprète son petit copain. La dernière scène commencée, Gaga est habillée d’une tenue conçue de tournesols artificiels et se met à danser. Entrecoupée par la quasi-totalité des précédentes scènes, Gaga retourne sur la rue puis embrasse l’homme qui était présent dans sa chambre. Le même groupe de personnes visibles au début du clip se retrouve derrière Gaga, l’acclamant en criant et en applaudissant. Enfin, le clip se termine avec Gaga couchée sur un lit, regardant la caméra. Dans une interview, Gaga explique comment elle perçoit le vidéoclip en disant,

« Avec Eh, Eh, je voulais montrer au public une nouvelle facette de moi, sans doute un côté plus ‘fillette’ qui reste caché à l’intérieur de moi. Je désirais aussi créer de belles images, qui serait très à la mode et représenteraient les années 1950 mais qui incarneraient également le futur. »

## Interprétations en direct

Gaga debout dans un gyroscope géant (The Orbit) en janvier 2010, interprétant Eh, Eh (Nothing Else I Can Say) au The Monster Ball Tour lors d'un concert à New York, aux États-Unis.

La chanson a sa place dans le premier maxi de Lady Gaga, The Cherrytree Sessions, dans lequel figure une version en direct beatbox de la piste,. Le titre est pour la première fois chanté au The Wiltern à Los Angeles,. Le morceau est aussi interprété régulièrement dans la première tournée de Gaga, The Fame Ball Tour, lors du deuxième segment de ce me même spectacle. Gaga y est habillée d’un justaucorps léotardé noir et blanc, avec des rayures en forme d’éclairs ainsi que d’un chapeau en forme de multiples rectangles noirs,. De longues bottes rayées elles aussi et des bas à résilles accompagnent la tenue principale. Suivant la performance de Money Honey, Eh, Eh (Nothing Else I Can Say) débute avec l’apparition de Gaga et Space Cowboy sur une vespa semblable à celle du vidéoclip. L’image électronique de fond montre des éclaires similaires à ceux présents sur la robe de Gaga ainsi qu’un paysage ensoleillé pour contraster avec le titre. Les chœurs et bruits fonds du morceau sont faits par le DJ Space Cowboy qui est également responsable du remixage. Lors des concerts du The Fame Ball Tour, il est positionné dans un coin de la scène. Au refrain final, Gaga demande généralement aux auditeurs de chanter avec elle tout en agitant leurs bras pour former une vague de mains. Le The New York Times affirme être « indifférent » face à cette interprétation tandis que le The Hollywood Reporter déclare à propos de la performance qu’ « À ce moment critique où l’on commence à en connaitre trop sur Gaga, il reste que son mystère et son meilleur atout. Cette interprétation, où les nuances recèlent toute sorte de choses bien que parfois incompréhensibles, reste agréable avec son style robotique et nous permet de savoir qui est la véritable Lady »,. La piste est également interprétée lors de sa seconde tournée, le The Monster Ball Tour, où la performance représente métaphoriquement la renaissance de Gaga. Elle surgit tranquillement d’un nuage de brouillard artificiel pour commencer à chanter la pièce. Pendant une partie de la performance, elle est installée dans un gyroscope géant, le même que celui utilisé dans Bad Romance, créé par la Haus of Gaga et nommé « The Orbit » soit « L’Orbitre »,. Lors d’un passage en France, elle interprète le titre en version acoustique dans différentes radios telles que NRJ et Fun Radio,. Dans cette même visite, elle chante le morceau dans l’émission de télévision Taratata, dans une version acoustique au piano. Elle y porte un veston noir, un soutien-gorge et une culotte rouge ainsi que d’un masque, inspiré de ceux de certains super héros de bandes dessinées,,.

## Liste des éditions
| - CD single australien 1. Eh, Eh (Nothing Else I Can Say) (Album Version) – 2:57 2. Poker Face (Space Cowboy Remix) – 4:56 - CD single français 1. Eh, Eh (Nothing Else I Can Say) (Album Version) – 2:56 2. Eh, Eh (Nothing Else I Can Say) (Pet Shop Boys Remix) – 2:49 3. Eh, Eh (Nothing Else I Can Say) (Random Soul Synthetic Remix) – 5:27 - Remixes Itunes mondials 1. Eh, Eh (Nothing Else I Can Say) (Random Soul Synthetic Remix) – 5:29 2. Eh, Eh (Nothing Else I Can Say) (Pet Shop Boys Remix) – 2:53 - Téléchargement légal italien 1. Eh, Eh (Nothing Else I Can Say) (Human Beatbox and Electric Piano version) – 3:03 | - Maxi Itunes remixes 1. Eh, Eh (Nothing Else I Can Say) (Album Version) – 2:57 2. Eh, Eh (Nothing Else I Can Say) (Pet Shop Boys Remix) – 2:53 3. Eh, Eh (Nothing Else I Can Say) (Bollywood Remix) – 3:29 4. Eh, Eh (Nothing Else I Can Say) (FrankMusik 'Cut Snare Edit' Remix) – 3:50 5. Eh, Eh (Nothing Else I Can Say) (Electric Piano and Human Beat Box Version) – 3:05 6. Eh, Eh (Nothing Else I Can Say) (Mattafix Remix) – 3:21 7. Eh, Eh (Nothing Else I Can Say) (Random Soul Synthetic Remix) – 5:29 8. Eh, Eh (Nothing Else I Can Say) (Pet Shop Boys Extended Mix) – 6:31 |

## Crédits
| - Lady Gaga - Écriture - Martin Kierszenbaum - Écriture, Production | - Tony Ugval - Ingénierie audio - Robert Orton - Mixage Source: |

## Classements et certifications
| Pays               | Position | Temps au hit-parade | Certification |
| ------------------ | -------- | ------------------- | ------------- |
| Australie          | 15e      | 16 semaines         | Or            |
| Belgique (Fr)      | 110e     | 5 semaines          |               |
| Canada             | 68e      | 3 semaines          |               |
| Danemark           | 14e      | 15 semaines         |               |
| États-Unis         |          |                     | Or            |
| Europe             | 95e      | 1 semaine           |               |
| France             | 7e       | 29 semaines         |               |
| Hongrie            | 22e      | 3 semaines          |               |
| Nouvelle-Zélande   | 9e       | 17 semaines         | Or            |
| Pays-Bas           | 34e      | 10 semaines         |               |
| République tchèque | 6e       | 32 semaines         |               |
| Slovaquie          | 67e      | 3 semaines          |               |
| Suède              | 2e       | 17 semaines         | Or            |

| Pays      | Position | Année | Période     |
| --------- | -------- | ----- | ----------- |
| Australie | 81e      | 2009  | 2008 - 2009 |
| France    | 66e      | 2009  | 2008 - 2009 |

## Historique des sorties
| Pays             | Date             | Format                           |
| ---------------- | ---------------- | -------------------------------- |
| Nouvelle-Zélande | 10 janvier 2009  | Téléchargement légal             |
| Royaume-Uni      | 11 janvier 2009  | Téléchargement légal             |
| Australie        | 30 janvier 2009  | CD single - Téléchargement légal |
| Danemark         | 11 mars 2009     | Téléchargement légal             |
| Suède            | 16 mars 2009     | Téléchargement légal             |
| Italie           | 16 mars 2009     | Téléchargement légal             |
| France,          | 7 septembre 2009 | CD single                        |